# Anders Lindblad
Anders Christenson Lindblad, A.C. Lindblad, född 10 januari 1866 i Borgeby församling, Malmöhus län, död 16 september 1937 i Göteborg, var en svensk redaktör och socialdemokratisk riksdagsman.
Lindblad arbetade som skomakare i Köpenhamn 1886–1889 och i Tyskland 1889–1892. Han kom 1892 till Göteborg och tog anställning som medarbetare på den socialdemokratiska tidningen Ny Tid, för vilken han 1898–1916 var huvudredaktör och ansvarig utgivare. År 1911 blev han också redaktör och ansvarig utgivare för Västra Sveriges Folkblad. Som riksdagsman var han ledamot av riksdagens andra kammare 1908–1911 för Göteborgs stads valkrets och tillhörde 1912–1934 första kammaren, invald i Södermanlands läns valkrets (1912–1918) samt Göteborgs stads valkrets (1919–1934). Han blev socialdemokraternas starke man i Göteborg.
Lindblad har fått en gata på Hisingen i Göteborg uppkallad efter sig, A C Lindblads Gata.
Han var med och bildade Kooperativa förbundet. Lindblad är gravsatt på Västra kyrkogården i Göteborg.

## Bildgalleri

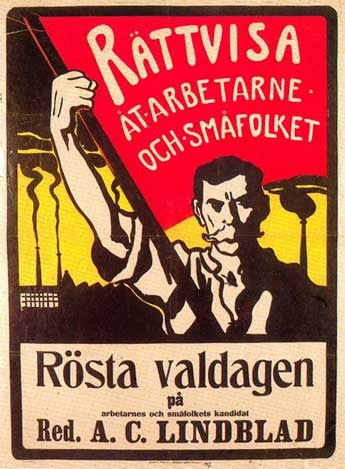
A.C. Lindblad var socialdemokraternas kandidat i Göteborgs stads valkrets vid andrakammarvalen 1908, han fick även pryda deras valaffisch i staden
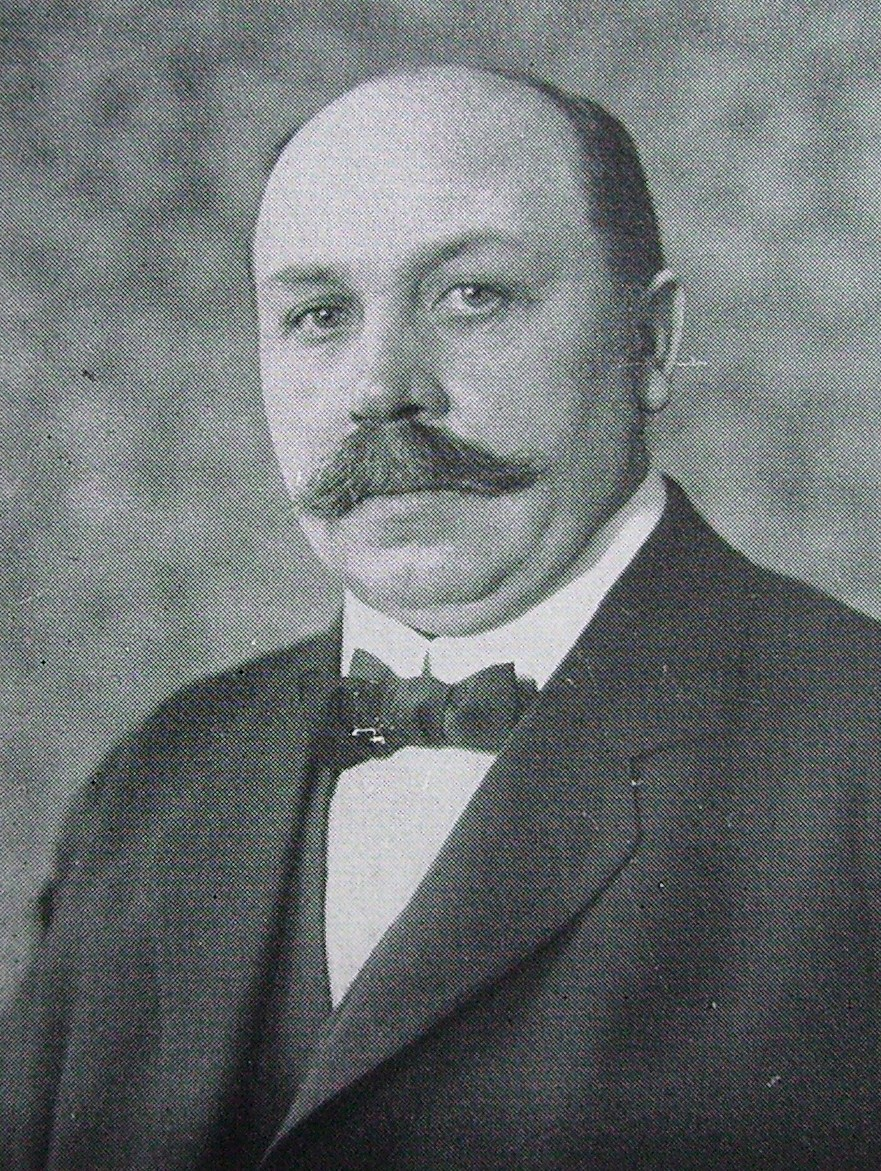
Porträtt